# Rivka Miriam

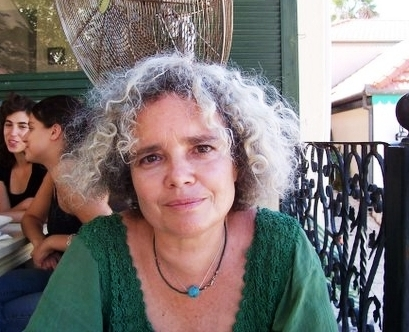
Rivka Miriam (2007)

Rivka Miriam (hebräisch רִבְקָה מִרְיָם Rivqah Mirjam; geboren als Rivka Rochman am 2. Oktober 1952 in Jerusalem) ist eine israelische Dichterin und Malerin. Ihr lyrisches Werk wurde mehrfach mit Literaturpreisen ausgezeichnet.

## Leben
Sie ist die Tochter polnischer Überlebender des Holocaust. Ihr Vater war der jiddische Dichter Leib Rochman. Ihre Mutter, Esther, heiratete ihn im Ghetto von Mińsk Mazowiecki, wo beide 1942 festgehalten wurden. Das Ehepaar konnte fliehen und überlebte in einem Versteck in Polen.
Rivka Miriam ist ihr Künstlername. Rivka hieß die Mutter ihres Vaters und Miriam war der Name seiner Schwester. Beide kamen am selben Tag in Vernichtungslager Treblinka ums Leben. Sie besuchte die Städtische Religiöse Oberschule Maʿaleh in Jerusalem. Mit sieben Jahren begann sie Gedichte zu schreiben und mit zwölf Jahren zu malen. Als junges Mädchen kämpfte sie mit dem tiefen Gefühl des Schmerzes und der Angst, das ihre Eltern, insbesondere ihre Mutter, auf sie übertrugen und das ihre Kunst und Dichtung prägt. In viele ihrer künstlerischen Arbeiten schloss sie verschwundene oder in der Shoa getötete Familienmitglieder ein. Auf den Wänden ihres Elternhauses zeichnete sie in Kohle Skizzen von Figuren in Umrissen, die übereinander liegen oder schweben und deren Gliedmaßen in alle Richtungen gespreizt sind, Gestalten ohne Haare, mit großen Augen und meist ohne Mund. Später kamen pastellfarbene Zeichnungen hinzu. Die Wandbilder sind noch heute im Haus der Familie Rochman in Jerusalem erhalten. Das Tel Aviv Museum of Art stellte Malerei von ihr erstmals 1969 aus. Weitere Ausstellungen folgten 1979 in Ein Harod und 1982 in Jerusalem.
Rivka Miriam schreibt auf Hebräisch Prosa und vor allem Lyrik. Ihre ersten Gedichte wurden 1960 veröffentlicht, und ihr erstes Buch, illustriert mit ihren eigenen Zeichnungen, erschien 1966. Motive ihrer Dichtung sind häufig biblische Figuren und das Land Israel. In ihrer Poesie artikuliert sie das Trauma des Holocaust, das ihre Familie erlebte. Sie veröffentlichte 17 Bände mit Gedichten.
Rivka Miriam leitete in Jerusalem das „Elul Open College“ für interdisziplinäre Bildung von religiösen und säkularen Juden.